# Куджо-Ки (Флорида)

## География
По данным Бюро переписи населения США статистически обособленная местность Куджо-Ки имеет общую площадь в 14,5 квадратных километров, из которых 13,47 кв. километров занимает земля и 1,04 кв. километров — вода. Площадь водных ресурсов округа составляет 7,17 % от всей его площади.
Статистически обособленная местность Куджо-Ки расположена на высоте уровня моря.

## Демография
По данным переписи населения 2000 года в Куджо-Ки проживало 1695 человек, 541 семья, насчитывалось 799 домашних хозяйств и 1482 жилых дома. Средняя плотность населения составляла около 116,9 человек на один квадратный километр. Расовый состав населённого пункта распределился следующим образом: 96,22 % белых, 0,88 % — чёрных или афроамериканцев, 0,47 % — коренных американцев, 0,88 % — азиатов, 0,12 % — выходцев с тихоокеанских островов, 0,71 % — представителей смешанных рас, 0,71 % — других народностей. Испаноговорящие составили 5,66 % от всех жителей статистически обособленной местности.
Из 799 домашних хозяйств в 15,6 % воспитывали детей в возрасте до 18 лет, 62,0 % представляли собой совместно проживающие супружеские пары, в 3,4 % семей женщины проживали без мужей, 32,2 % не имели семей. 21,7 % от общего числа семей на момент переписи жили самостоятельно, при этом 7,8 % составили одинокие пожилые люди в возрасте 65 лет и старше. Средний размер домашнего хозяйства составил 2,12 человек, а средний размер семьи — 2,43 человек.
Население статистически обособленной местности по возрастному диапазону по данным переписи 2000 года распределилось следующим образом: 12,2 % — жители младше 18 лет, 3,7 % — между 18 и 24 годами, 27,1 % — от 25 до 44 лет, 38,8 % — от 45 до 64 лет и 18,2 % — в возрасте 65 лет и старше. Средний возраст жителей составил 48 лет. На каждые 100 женщин в Куджо-Ки приходилось 108,2 мужчин, при этом на каждые сто женщин 18 лет и старше приходилось 109,4 мужчин также старше 18 лет.
Средний доход на одно домашнее хозяйство статистически обособленной местности составил 57 500 долларов США, а средний доход на одну семью — 59 883 доллара. При этом мужчины имели средний доход в 36 094 доллара США в год против 31 250 долларов среднегодового дохода у женщин. Доход на душу населения статистически обособленной местности составил 57 500 долларов в год. 4,4 % от всего числа семей в населённом пункте и 5,8 % от всей численности населения находилось на момент переписи населения за чертой бедности, при этом 5,7 % из них были моложе 18 лет и 5,4 % — в возрасте 65 лет и старше.